# Nagyhódos, Szabolcs-Szatmár-Bereg
Nagyhódos  este un sat în districtul Fehérgyarmat, județul Szabolcs-Szatmár-Bereg, Ungaria, având o populație de 119 locuitori (2011). 

## Demografie
Componența etnică a satului Nagyhódos
     Maghiari (95,24%)
     Romi (4,76%)
Componența confesională a satului Nagyhódos
     Reformați (74,79%)
     Greco-catolici (5,04%)
     Romano-catolici (3,36%)
     Necunoscută (16,81%)
Conform recensământului din 2011, satul Nagyhódos avea 119 locuitori. Din punct de vedere etnic, majoritatea locuitorilor (95,24%) erau maghiari, cu o minoritate de romi (4,76%).  Din punct de vedere confesional, majoritatea locuitorilor (74,79%) erau reformați, existând și minorități de greco-catolici (5,04%) și romano-catolici (3,36%). Pentru 16,81% din locuitori nu este cunoscută apartenența confesională.